# Jay Locey
Jay Locey (Corvallis, Oregon, 1955. február 4. –) amerikai amerikaifutball-játékos és -edző, 2022–2023-ban a New Jersey Generals running backjeinek edzője. Korábban a Linfield Wildcats és a Lewis & Clark Pioneers vezetőedzője volt.

## Fiatalkora
1969 és 1973 között a corvallisi középiskolába járt; másodévesen az amerikaifutball-csapat játékosa lett, negyedévesen pedig a speciális csapatban játszott és tartalékos linebacker volt. Sportösztöndíjjal beiratkozott az Oregoni Állami Egyetemre, ahol harmad- és negyedévesen elnyerte az All-Pac-8 elismerést. Utolsó évében kiválóságdíjat kapott.
Diplomaszerzését követően 1977 júniusáig a Winnipeg Blue Bombers tagja volt.

## Edzőként
1977-ben az Oregon State Beavers, 1982-ben a corvallisi középiskola edzőhelyettese, 1978 és 1981 között pedig a Lakeridge középiskola másodedzője volt. 1983 és 1985 között a Linfield Wildcats védőkoordinátora volt, majd 1996-ban vezetőedzővé léptették elő. 2004-ben megnyerték az NCAA bajnokságát, emellett a Northwest Conference ötször választotta az év edzőjének. Egymásután 41 játékon győztek és 16 játékosa nyerte el az All-America elismerést.
2006-ban Mike Riley helyetteseként tért vissza a Beavershöz, emellett a tight endek edzője is volt, illetve az öregdiákok és középiskolások bevonásával is foglalkozott. 2012-ben személyzeti vezető lett.
2014 decemberében a Lewis & Clark Pioneers vezetőedzőjévé nevezték ki; első két szezonjában egyszer sem nyertek, de pályafutásának végére a legsikeresebb évtizedüket zárták. 2019-ben történetükben először négy mérkőzésen is győztek. Mark Pietrok atlétikai igazgató szerint Locey a csapatnál új korszakot teremtett.

## Családja
Percy Locey, az Oregon State Beavers atlétikai igazgatójának unokája. Feleségével, Susannel három lányuk született.

## Eredményei vezetőedzőként
| Év                                                | Eredmény                                          | Eredmény                                          | Helyezés                                          | Továbbjutás                                       |
| Év                                                | Összesített                                       | Konferencia                                       | Helyezés                                          | Továbbjutás                                       |
| Linfield Wildcats (Columbia Football Association) | Linfield Wildcats (Columbia Football Association) | Linfield Wildcats (Columbia Football Association) | Linfield Wildcats (Columbia Football Association) | Linfield Wildcats (Columbia Football Association) |
| ------------------------------------------------- | ------------------------------------------------- | ------------------------------------------------- | ------------------------------------------------- | ------------------------------------------------- |
| 1996                                              | 5–4                                               | 3–2                                               | 3.                                                | –                                                 |
| Linfield Wildcats (Northwest Conference)          |                                                   |                                                   |                                                   |                                                   |
| 1997                                              | 6–3                                               | 4–1                                               | 3.                                                | –                                                 |
| 1998                                              | 7–2                                               | 4–1                                               | 3.                                                | –                                                 |
| 1999                                              | 6–3                                               | 3–2                                               | 3.                                                | –                                                 |
| 2000                                              | 9–1                                               | 5–0                                               | 1.                                                | NCAA második kör                                  |
| 2001                                              | 7–2                                               | 4–1                                               | T-1.                                              | –                                                 |
| 2002                                              | 10–1                                              | 5–0                                               | 1.                                                | NCAA negyeddöntő                                  |
| 2003                                              | 11–1                                              | 5–0                                               | 1.                                                | NCAA negyeddöntő                                  |
| 2004                                              | 13–0                                              | 5–0                                               | 1.                                                | NCAA bajnokság                                    |
| 2005                                              | 10–1                                              | 4–0                                               | 1.                                                | NCAA negyeddöntő                                  |
| Linfield:                                         | 84–18                                             | 42–7                                              | –                                                 | –                                                 |
| Lewis & Clark Pioneers (Northwest Conference)     |                                                   |                                                   |                                                   |                                                   |
| 2015                                              | 0–9                                               | 0–7                                               | 8.                                                | –                                                 |
| 2016                                              | 0–9                                               | 0–7                                               | 8.                                                | –                                                 |
| 2017                                              | 2–7                                               | 1–6                                               | 7.                                                | –                                                 |
| 2018                                              | 2–7                                               | 1–6                                               | 7.                                                | –                                                 |
| 2019                                              | 4–5                                               | 3–4                                               | 6.                                                | –                                                 |
| 2021                                              | 3–6                                               | 2–5                                               | 6.                                                | –                                                 |
| Lewis & Clark:                                    | 11–43                                             | 7–35                                              | –                                                 | –                                                 |
| Összesen:                                         | 95–61                                             | –                                                 | –                                                 | –                                                 |
| Jelmagyarázat: Országos bajnok Konferenciabajnok  |                                                   |                                                   |                                                   |                                                   |

## Fordítás
- Ez a szócikk részben vagy egészben  a   Jay Locey című angol Wikipédia-szócikk ezen változatának fordításán alapul.  Az eredeti cikk szerkesztőit annak laptörténete sorolja fel. Ez a jelzés csupán a megfogalmazás eredetét és a szerzői jogokat jelzi, nem szolgál a cikkben szereplő információk forrásmegjelöléseként.